# Identifikation (retorik)
Identifikation, är ett retoriskt begrepp myntat av Kenneth Burke, vilket handlar om att mottagaren måste kunna identifiera sig med avsändaren för att övertygelseprocessen ska kunna ta vid.

## Förklaring av begrepp
För att kunna övertyga någon krävs det att man ”talar samma språk” och att man skapar gemensamma referensramar eller utsiktspunkter där person A och person B kan identifiera sig med varandra. När man kan identifiera sig med talaren, det är först då som övertygelseprocessen börjar. 
Begreppet ”identifikation” är retorikens kärnhus, enligt den amerikanske retorikern Kenneth Burke. Han menar att övertygandet är ett resultat av identifikation,  vilket åsyftas i det första stycket. Enligt Burke är alla olika, vilket ej går att motsäga, men så länge person A har något gemensamt med person B så kan de identifiera sig med varandra och delar därmed en eller flera likheter. Identifikation gäller också när A inte är direkt identisk med B på en specifik punkt, men endast under de omständigheter då A önskar kunna identifiera sig med B. Här är det den önskade likheten hos A och den konkreta hos B som utgör identifikationen. 
När identifiering sker mellan två individer delar de inte bara åsikter, utan också intressen och motiv, och i och med det gemensamma motivet delas även grunden för handling. 
Och den gemensamma grunden gör A och B förenade eller som Burke uttrycker det consubstantial – de får gemensamma ”sensations, concepts, images, ideas, attitudes”.  Vidare menar Burke att om identifieringen sker med punkt x, kan det leda till en ytterligare identifikation av något annat, exempelvis att stödjandet av forskning skulle vara att hylla krigföring (kärnvapen). 

### Förenade & Åtskilda
Förståelsen för begreppet är emellertid inte fullständig utan att känna till begreppet åtskillnad dissociation vilket är identifikationens motsats. Burke menar att oavsett grad av identifikation går det aldrig att bortse från det faktum att samtliga individer är fysiskt skilda från varandra. Alltså – samtidigt som person A och B är förenade consubstantial är de samtidigt skilda från varandra. I denna diskurs ligger motivationen till retorik: personer kommunicerar med varandra i hopp om att reducera olikheterna mellan dem. Om inte person A och B vore olika, skulle aldrig strävan efter att identifiera sig med varandra finnas. Då skulle retoriken inte vara en del av vardagen då person A och B redan hade varit i samförstånd med varandra. 

## Tre olika typer
Identifikation kan ske på tre olika sätt. Den första nivån handlar om identifikation intressen emellan, och genom att påpeka gemenskapen hoppas person A kunna göra person B enig med sig själv. En annan typ av identifikation sker mellan två oppositioner men som delar en gemensam fiende, vilket exempelvis sågs under andra världskriget då USA och Ryssland enades emot Tyskland. Det tredje sättet (som också anses vara den mest effektfulla) handlar om att omedvetet identifiera sig med olika ting: ”the person who buys Marlboro cigarettes, for example, may be identifying unconsiously with the image of the ”Marlboro man” in the advertisements”.